# Galak
Galak is een bestuurslaag in het regentschap Ponorogo van de provincie Oost-Java, Indonesië. Galak telt 1629 inwoners (volkstelling 2010).